# هریهواری وریوکا
هریهواری وریوکا (اوکراینی: Григорій Гурійович Верьовка؛ ۱۳ دسامبر ۱۸۹۵ – ۲۱ اکتبر ۱۹۶۴) رهبر (موسیقی)، آهنگساز، و مربی موسیقی اهل امپراتوری روسیه بود.
وی همچنین برندهٔ جوایزی همچون جایزه ملی شوچنکو، نشان پرچم سرخ کار، و نشان لنین شده‌است.